# Всемирная выставка (1905)
Всемирная выставка в Льеже (фр. Exposition Universelle et Internationale de Liège, нидерл. Wereldtentoonstelling van 1905) — всемирная выставка, проходившая в Льеже с 27 апреля по 6 ноября 1905 года, спустя восемь лет после всемирной выставки в Брюсселе. Выставка проводилась в честь 75-летия бельгийской независимости и 40 лет правления короля Бельгии Леопольда II.
Официальными участниками выставки были двадцать девять стран: Австрия, Болгария, Дания, Франция, Великобритания,Греция, Венгрия, Италия, Люксембург, Черногория, Норвегия, Нидерланды, Португалия, Румыния, Россия, Сербия, Швеция и Швейцария, Египет, Свободное государство Конго, Аргентина, Бразилия, Канада, Куба, США, Китай , Япония, Персия и Турция. Германия и Испания были неофициальными участниками выставки.
Бельгийское правительство при проведении выставки стремилось подчеркнуть общеевропейское промышленное значение Льежа. Выставку посетили 7 миллионов посетителей, площадь выставки заняла 52 акра (21.08 гектар), всего было заработано 75 117 бельгийских франков.
В честь открытия выставки композитор Жан-Теодор Раду написал кантату «Cantate pour l’inauguration de l’Exposition universelle de Liège». Дворец изящных искусств, в котором проводилась всемирная выставка, был передан в дар городу; сейчас в этом здании находится Музей современного искусства Льежа.